# Чжао Дань (скелетонистка)
Чжао Дань (кит. 赵丹; род. 14 декабря 2002, Хорингэр) — китайская скелетонистка, участница зимних Олимпийских игр 2022 года.

## Спортивная карьера
В сезоне 2021/22 годов Чжао дебютировала на этапах Кубка мира по скелетону, приняла участие в четырёх этапах и заняла итоговое 26-е место. Той же зимой она выступила, представляя Китай, на домашней зимних Олимпийских играх, где заняла 9-е место.
В сезоне 2022/2023 годов в Кубке мира по итогам сезона стала 12-й.
В сезоне 2024/25 годов Чжао впервые в карьере одержала победу на этапе Кубка мира в китайском Яньцине.